# Attaques de Safed

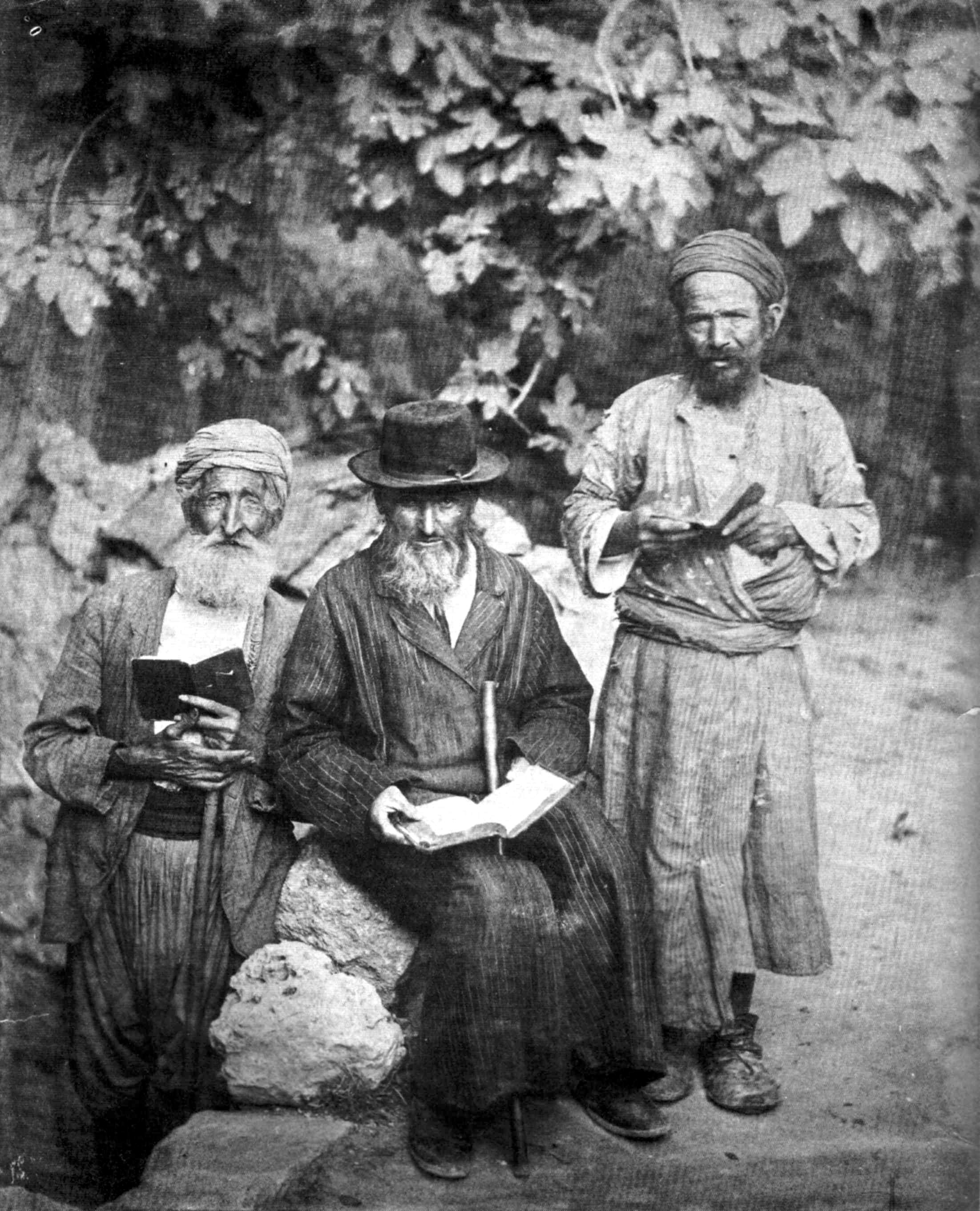
Des Juifs à Jérusalem en 1895.

Les attaques de Safed sont un incident survenu à Safed peu après que les Turcs ottomans ont évincé les Mamelouks et pris le Levant pendant la guerre ottomano-mamelouke en 1517. À cette époque, la ville comptait environ 300 foyers juifs. Le coup sévère survient alors que les Mamelouks s'affrontent violemment avec les nouvelles autorités ottomanes.
L'impact de l'émeute sur les Juifs de Safed est un point de vue contesté.

## Histoire
Les historiens lient cet événement au conflit général qui se déroule dans le pays entre le régime ottoman entrant et ses opposants, et notent que les Juifs ont subi des mauvais traitements pendant la guerre[réf. nécessaire]. Les récits de l'attaque contre les Juifs à Safed ont été enregistrés par l'historien Rabbi Elijah Capsali (en) de Candie (Crète) et Rabbi Joseph Garson, qui vivait à Damas à l'époque. Selon ces rapports, de nombreux Juifs ont été tués et blessés. Ils ont été contraints de fuir la ville et leurs biens ont été pillés. Les chercheurs débattent pour savoir si l'événement a entraîné une diminution de la population juive de Safed, mais tous s'accordent à dire que quelques années plus tard, les Juifs avaient rétabli une présence significative dans la ville.
L'attaque pourrait avoir été initiée par des soldats mamelouks en retraite, qui accusaient les Juifs d'avoir traîtreusement aidé les envahisseurs turcs, des Arabes des villages environnants se joignant à la mêlée,. Alternativement, l'attaque se produit lors d'une tentative des cheikhs mamelouks locaux de réaffirmer leur contrôle après avoir été démis de leurs fonctions par les Turcs entrants. David suggère que la violence pourrait avoir éclaté après des rumeurs de défaite ottomane en Égypte, conduisant à des affrontements entre les partisans de l'ancien régime et ceux qui soutenaient la nouvelle autorité turque,. Les partisans du gouverneur mamelouk déposé attaquent les fonctionnaires ottomans et, après avoir assassiné le gouverneur ottoman, la foule se retourne contre les Juifs et ravage le quartier juif, ces derniers subissant des mauvais traitements particuliers.
De nombreux Juifs sont apparemment tués, tandis que d'autres sont blessés ou voient leurs biens pillés. Selon Garson, les Juifs sont « expulsés de leurs maisons, volés et pillés, et ils fuient nus vers les villages sans provisions ». Beaucoup fuient ensuite la ville, mais la communauté est rapidement réhabilitée grâce à l'aide financière des Juifs d'Égypte.
La communauté juive se rétablit rapidement. Les nombreux Juifs qui avaient fui et cherché refuge dans les villages voisins reviennent, et en l'espace de huit ans, la communauté se rétablit, dépassant le niveau initial de 300 foyers. Le renversement mamelouk par les Ottomans entraîne des changements importants. Sous la dynastie précédente, les Juifs d'Égypte étaient guidés par leur Naggid, un rabbin exerçant également les fonctions de prince-juge. Cette fonction est abolie car elle représentait un conflit potentiel avec la juridiction du hahambaşi ou grand rabbin d'Istanbul, qui représentait tous les Juifs de l'empire et qui, par l'intermédiaire d'un officier juif (kahya), avait un accès direct au sultan et à son cabinet, et pouvait soulever des plaintes contre les injustices subies par les communautés juives des provinces ou par les chrétiens.